# 개원석교록
《개원석교록》(開元釋敎錄)은 중국 당(唐)의 승려 지승(智昇)이 730년에 서숭복사(西崇福寺)에서 편찬한 책으로, 후한 명제(明帝) 영평(永平) 10년부터 당 현종(玄宗) 개원(開元) 18년(730년)까지의 664년의 기간 동안 중국에서 한역된 대승과 소승의 경·율·논 3장 및 역자가 알려지지 않은 실역(失譯), 결본(缺本) 등을 정리하여 수록한 목록집이다. 약칭 개원록(開元錄), 별칭 개원목록(開元目錄) · 지승록(智昇錄)이라고도 한다. 전20권.

## 개요
저자 지승은 불교가 처음 중국에 전해졌다는 후한 명제 영평 10년부터 당 개원 18년까지 중국에서 한역된 불교 경전(경율론 삼장)들을 수록한 『출삼장기집』·『법경록』·『역대삼보기』·『대당내전록』 등의 목록을 비교 검토하면서, 종래의 경록을 비판적으로 집대성해 정리하였다.
내용은 전체를 「총괄군경록」(總括群經錄)과 「별분승장록」(別分乘藏錄)의 두 부분으로 나뉜다. 먼저 「총괄군경록」(제1권~제10권까지)은 후한 이후의 역경 사실을 연대와 역자별로 나누고, 역경의 표목(標目)·권수·년월·동본(同本)·이역(異譯)의 유무 등을 수록하였다. 본 항목에 실린 역경자는 승(僧), 속(俗) 포함해 176명으로 이들이 한역한 불교 경전은 모두 2,278부 7,046권으로 전하고 있다. 「별분승장록」(제11권~제20권까지)은 다시 두 부분으로 나눈다. 첫째는 「별분승장록」을 일곱 개의 문(門)으로 나누어 설명하고(제11권∼제18권), 둘쨰는 대장경에 입장(入藏)한 불전 목록을 따로 정리한다(제19권∼제20권).
「별분승장록」 7문 중 첫째는 유역유본록(有譯有本錄)이다. 이 목록은 번역이 되고 그 역본도 있는 불전을 열거하며 특기 사항을 밝히는데, 크게 보살장(菩薩藏)·성문장(聲聞藏)·성현집전(聖賢集傳)으로 나눈다(제11권∼제13권). 보살장은 다시 중역(重譯) 대승경, 단역(單譯) 대승경, 대승율, 대승론의 순서로 분류한다. 이 중 대승경은 실제로 대승경 중역(重譯)에 해당하며, 반야부·보적부·대집부·화엄부·열반부 등 5대부(大部)외 여러 경전의 중역본(重譯本)으로 세분한다. 다음 성문장 역시 소승 중역경, 소승경 단역, 소승율, 소승론 등의 순서로 분류한다.
마지막으로 성현집은 부처 및 고승에 대한 전기와 그들의 문집 등을 모은 것이다. 이는 다시 인도인 찬술과 중국인 찬술 부분으로 나눈다. 둘째 유역무본록(有譯無本錄)은 앞서 한역되었으나 그 역본이 남아 있지 않은 불전 총 1,148부 1,980권을 열거하고, 특기 사항을 기록하였다(제14권∼제15권). 셋째 지파별행록(支派別行錄)은 반야부 등 대부(大部)의 경전 중에 어느 한 부분만 따로 번역해 유통된 총 682부 812권을 수록하였다(제16권). 넷째 산략번중록(刪略繁重錄)은 동본(同本) 이명(異名) 또는 광본(廣本)을 간략하게 요약해 번역한 총 147부 408권의 경전을 수록하였다. 다섯째 보궐습유록(補闕拾遺錄)은 이전에 나온 경록에 수록하지 못한 새로운 번역을 정리하였는데 총 306부 1,111권이다. 산략번중록과 보궐습유록은 모두 제17권에 해당한다. 여섯째 의혹재상록(疑惑再詳錄)은 성립, 번역과 유통 과정에서 다시 살펴봐야 할 의혹이 있는 불전 총 14부 19권을 수록하였는데, 각 문헌에 대해 편자 자신의 결론을 유보하고, 재고해야 할 이유를 기록한다. 일곱째 위망난진록(僞妄亂眞錄)은 총 392부 1,055권에 달하는 위경들을 수록하였다. 의혹재상록과 위망난진록은 제17권과 제18권에 해당한다. 제19권과 제20권은 대장경에 입장된 불전의 목록으로, 이는 앞의 유역유본록에서 제시한 해설을 생략하고 반복한 것이다.
《개원석교록》은 정연한 조직을 갖춘 목록으로 이전의 경록에서 볼 수 없던 독창적인 면모를 보인다. 《개원석교록》 이후 모든 경록이 이를 모범으로 삼았고, 《개원석교록》을 능가하는 목록은 나오지 않았다. 당 정원 연간에는 《개원석교록》의 속편이라고 할 수 있는 《속개원석교록》이 등장하기도 하였다.
고려 시대에 이루어진 초조대장경과 재조대장경의 목록 역시 《개원석교록》의 유역유본록에 의거한 것이다. 지승은 이 유역유본록 부분을 《개원석교록약출》(開元釋敎錄略出) 4권으로 편집하여 따로 간행하였다. 고려의 승려인 대각국사 의천은 《개원석교록》의 체제를 본따 고려와 송·요·일본 등에서 불교 자료를 수집하여 목록을 정리하고 《신편제종교장총록》이라 하였다.